# Быкоза
Быкоза (укр. Бикоза) — село, относится к Белгород-Днестровскому району Одесской области Украины.
Население по переписи 2001 года составляло 432 человека. Почтовый индекс — 67702. Телефонный код — 4849. Занимает площадь 0,81 км².

## История
В 1824 году южнее Моложских хуторов на обширном участке под № 40 (именуемым "Лощина Быкоза") имелся один хутор, состоящий из одного плетнёвого дома и колодезя. В 1830 году эту "Быкозу" с общей площадью земли 3 тыс. десятин, получил во владение генерал-майор Василий Петрович Дубецкий. Началось строительство домиков и землянок. Управляющему имением нужны были рабочие люди. В дальнейшем земство, возможно по договорённости, а то и за выкуп - поселяет там несколько семей, наделяя их землёй. Из клировой ведомости прихожан Архангело-Михайловской церкви (Крывда) за 1841 год было известно, что в присёлке Быкоза находилось 13 домов с землянками, где проживало 107 душ обоего пола. 
В 1862 году быстрорастущему присёлку Быкоза присваивается наименование Карловка. А через 8 лет Карловка уже была сельцом с домами и немалой живностью. Помещик Дубецкий создал в имении довольно приличное хозяйство, вводя севообороты и прогрессивные методы агрокультуры. Он производит посадку лесного массива, разбивает сады, виноградники, строит пруд, мельницу, не забывая о питейной избе.
К 1875 году в развитии почти всех селений, кроме пригородных, наблюдается спад или застой, но Карловка исключение. Возможно, успехи хозяйства позволили привлечь поселенцев. Вот некоторые данные:число домов - 32, жителей - 89(муж.) и 84(жен.), рогатого скота - 44, лошадей - 82, овец,коз - 38.
Вскоре Карловка (а в народе селение звали, как и ныне, - Быкоза) меняет своё наименование на Карлсфельд. То ли это дань моде, то ли влияние волостного центра, находившегося в Эйхенгейме (Софиевка).
К огромному сожалению, сама история происхождения наименования "Быкоза" на сегодняшний день точно неизвестна... 

## Местный совет
67751, Одесская обл., Белгород-Днестровский район, с. Молога, ул. Кишинёвская, 221а